# OSU-6162
OSU-6162 är ett delvis svenskutvecklat läkemedel med dopaminstabiliserande effekt. Läkemedlet har visat sig modulera tröskeln för belöningssystemet . I tidiga kliniska studier har substansen visat sig ha god effekt mot trötthet efter stroke. Läkemedlet verkar bland annat genom att blockera dopaminreceptorn D2, som har inhiberande effekter i centrala nervsystemet. OSU-6162 har i studier även visat sig ha effekter mot beroendetillstånd, parkinsons sjukdom, samt ha neuroleptiska egenskaper.